# Alan Crosland

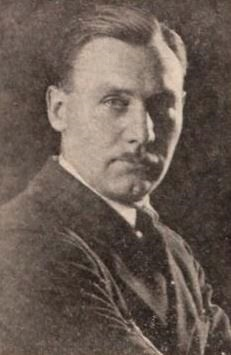
Alan Crosland, 1921

Alan Crosland senior (* 10. August 1894 in New York City, New York; † 16. Juli 1936 in Hollywood, Kalifornien) war ein US-amerikanischer Filmregisseur und Theaterschauspieler. 1927 war er mit Der Jazzsänger Regisseur des ersten abendfüllenden Tonfilmes.

## Leben
Der Sohn wohlhabender Eltern besuchte das renommierte Dartmouth College. Eine Zeit lang war er als Journalist tätig, dann wechselte Crosland nach einer kurzen Karriere als Theaterschauspieler ins Filmgeschäft. 1917 drehte er seinen ersten Film und bald darauf auch mit Stummfilmstars wie Olive Thomas, Bebe Daniels, John Barrymore und Dolores Costello. Mit den erfolgreichen Olive-Thomas-Filmen The Flapper (1920) und Everybody's Sweetheart (1920) stieg er zu einem der namhaftesten Hollywood-Regisseure auf. Seine Karriere erreichte ihren Höhepunkt mit den Warner Bros.-Spielfilmen Don Juan (1926) und Der Bettelpoet (1927), beide mit John Barrymore in der Hauptrolle. Don Juan war auch der erste bedeutende Film mit Vitaphone-Toneffekten und so wurde ihm anvertraut, 1927 mit Der Jazzsänger den ersten kommerziellen Tonfilm mit Sprachsequenzen zu drehen. Zwar hatte es schon zuvor experimentelle Tonfilme gegeben, doch erst der an den Kinokassen erfolgreiche Jazzsänger bescherte dieser neuen Technik den Durchbruch.
Der Tonfilm selbst brachte Alan Crosland mittelfristig allerdings kein Glück: Zwar waren seine Filme Die Liebe der Betty Patterson (1928) und The Song of the Flame (1930) noch bei Oscar-Verleihungen berücksichtigt worden, aber ab Anfang der 1930er-Jahre war Croslands Arbeiten im Allgemeinen geringerer Erfolg beschieden. Bei seinem Tod erhielt nur noch Aufträge für kleine, weitgehend bedeutungslose Produktionen. Crosland starb im Alter von 41 Jahren an den Folgen eines Autounfalls. Er ist auf dem Hollywood Forever Cemetery beigesetzt. Seine letzte Filmarbeit The Case of the Black Cat war zu dieser Zeit noch in der Produktionsphase und wurde von Regisseur William C. McGann fertiggestellt.
Crosland war drei Mal verheiratet und drei Mal geschieden, alle seine Frauen waren Schauspielerinnen: Juanita Fletcher (verheiratet 1917–1921), Elaine Hammerstein (verh. 1925–1930) und Natalie Moorhead (verh. 1930–1935). Sein Sohn aus erster Ehe, Alan Crosland junior (1918–2001), war einige Jahre als Editor in der Filmindustrie tätig und wurde danach ein erfolgreicher Fernsehregisseur.

## Filmografie
- 1917: Kidnapped
- 1917: The Light in Darkness
- 1917: Chris and His Wonderful Lamp
- 1917: Knights of the Square Table
- 1917: The Little Chevalier
- 1917: The Story That the Keg Told Me
- 1917: The Apple-Tree Girl
- 1917: Friends, Romans and Leo
- 1918: The Unbeliever
- 1918: The Whirlpool
- 1919: The Country Cousin
- 1920: Jennie
- 1920: Greater Than Fame
- 1920: Youthful Folly
- 1920: The Flapper
- 1920: The Point of View
- 1920: Everybody's Sweetheart
- 1920: Broadway and Home
- 1921: Worlds Apart
- 1921: Is Life Worth Living?
- 1921: Room and Board
- 1922: Shadows of the Sea
- 1922: Why Announce Your Marriage?
- 1922: The Prophet's Paradise
- 1922: The Snitching Hour
- 1922: Slim Shoulders
- 1922: The Face in the Fog
- 1923: Frauenfeinde (Enemies of Women)
- 1923: Under the Red Robe
- 1924: Liebesurlaub einer Königin (Three Weeks)
- 1924: Miami
- 1924: Unguarded Women
- 1924: Sinners in Heaven
- 1925: Contraband
- 1925: Compromise
- 1925: Bobbed Hair
- 1926: Don Juan
- 1927: Das Galeerenschiff (When a Man Loves)
- 1927: Der Bettelpoet (The Beloved Rogue)
- 1927: Die letzten Tage von San Francisco (Old San Francisco)
- 1927: Der Jazzsänger (The Jazz Singer)
- 1928: Die Liebe der Betty Patterson (Glorious Betsy)
- 1928: The Scarlet Lady
- 1929: On with the Show!
- 1930: General Crack
- 1930: The Furies
- 1930: The Song of the Flame
- 1930: Big Boy
- 1930: Viennese Nights
- 1930: Captain Thunder
- 1931: Children of Dreams
- 1932: The Silver Lining
- 1932: Week Ends Only
- 1933: Hello, Sister!
- 1934: Massacre
- 1934: Midnight Alibi
- 1934: The Personality Kid
- 1934: The Case of the Howling Dog
- 1935: The White Cockatoo
- 1935: It Happened in New York
- 1935: Mister Dynamite
- 1935: Lady Tubbs
- 1935: King Solomon of Broadway
- 1935: The Great Impersonation
- 1936: The Case of the Black Cat (ungenannt)